# Стоянович, Дубравка
Дубравка Стоянович (серб. Дубравка Стојановић, род. 15 февраля 1963, Белград) — сербский историк, профессор философского факультета Белградского университета. Она является вице-президентом Комитета по историческому образованию в Салониках, организованного Центром демократии и примирения в Юго-Восточной Европе, а также консультантом Организации Объединённых Наций по вопросам злоупотребления историей в образовании. Основные области её интересов — процессы модернизации в Юго-Восточной Европе, демократизация в Сербии, история Белграда, историческая память и представление истории в учебниках истории. В 2015 году Дубравка Стоянович была награждена французским национальным орденом «За заслуги».

## Ранние годы и образование
Дубравка Стоянович родилась в Белграде в 1963 году, здесь же окончила среднюю школу. В 1981 году она поступила на философский факультет Белградского университета (курс по истории), который окончила в 1987 году, получила степень магистра в 1992 году и доктора философии в 2002 году. Её образовательное и профессиональное взросление и развитие происходили в условиях глубокого социально-экономического кризиса и эпохальных политических изменений, связанных с распадом Югославии и югославскими войнами. Поскольку её работа была сосредоточена на истории Сербии XX века, она столкнулась с проблемой нейтралитета историка и дистанцирования от темы её работы. В этой дилемме на неё повлияла школа «Анналов» и, в частности, работы Люсьена Февра.

## Работа
С 1988 по 1996 год Стоянович работала в Институте новейшей истории Сербии, после чего в 1996 году перешла на философский факультет Белградского университета, где в 2001 году стала доцентом, а в 2016 году — профессором.
Она работала над вопросами демократии в Сербии и на Балканах в конце XIX — начале XX веков, интерпретациями истории в новых сербских учебниках, социальной историей, процессом модернизации и историей женщин в Сербии. Она также консультирует Организацию Объединённых Наций по поводу злоупотреблений историей в образовании. В 2017 году она подписала Декларацию об общем языке хорватов, сербов, боснийцев и черногорцев.
Слободан Антонич раскритиковал её научные выводы о роли сербских коллаборационистских сил в Холокосте в оккупированной немцами Сербии и счёл её работу по этой теме соответствующей критериям исторического ревизионизма. Антонич раскритиковал заявление Стоянович о выдающейся роли, которую местные сербские коллаборационисты сыграли в Холокосте в Сербии, обвинив её в «ревизионистской» передаче ответственности от нацистских немецких оккупантов местным сербским силам. В ответ на развязанную против Стоянович и Николы Самарджича кампанию появилась «петиция против преследований и призывов к линчеванию критически настроенных историков» (со стороны «провластных СМИ, правительственных чиновников и группы ультраправых интеллектуалов»), которая была подписана более 520 историками, представителями всех академических профессий, деятелей искусства и культуры из Сербии, других стран региона, Европы и мира.

## Награды
Стоянович получила Белградскую городскую премию в области социальных наук в 2004 году, Премию мира Белградского центра мира и демократии в 2011 году и национальный орден Франции за заслуги в 2015 году. В 2012 году она получила награду «Завоевание свободы» для женщин, боровшихся за права человека, демократию и верховенство закона.

## Личная жизнь
Дубравка замужем (муж антрополог Иван Чолович), есть дочь Анна.

### Книги
- Искушавање начела. Српска социјалдемократска партија и ратни програм Србије 1912–1918, Belgrade, 1994
- Србија и демократија: 1903–1914, Belgrade, 2003
- Калдрма и асфалт: Урбанизација и европеизација Београда 1890–1914, Belgrade, 2008
- Уље на води: Огледи из историје садашњости Србије, Belgrade, 2010
- Нога у вратима: Прилози за политичку биографију Библиотеке XX век, Belgrade, 2011
- Иза завесе: Огледи из друштвене историје Србије 1890–1914, Belgrade, 2013
- Рађање глобалног света 1880–2015, Belgrade, 2015[13]